# 삼성 갤럭시 S II LTE
삼성 갤럭시 S II LTE(Samsung GALAXY S II LTE)는 삼성전자에서 2011년 8월 11일 발매한 스마트폰이다.

## 출시 / 명칭
2011년 8월 28일에 출시했으며, 출시 이전에는 갤럭시 셀록스라고 명명하였나 갤럭시 S II LTE로 명칭을 바꿨다.

## 기능
LTE를 지원하는 삼성전자의 첫 스마트폰이며, 이로 인해 삼성전자 자체 AP인 엑시노스 대신 퀄컴의 스냅드래곤 AP가 장착되었다.

## 색상
- 노블 블랙

- 세라믹 화이트

## 운영 체제 / 소프트웨어

### 안드로이드 2.3.5 진저브레드
안드로이드 OS 2.3.5 진저브레드를 탑재하여 출시했다.

### 안드로이드 4.0.3/4 아이스크림 샌드위치
추후에 안드로이드 4.0.3/4 아이스크림 샌드위치로 업데이트가 되면서 일부 기능이 추가되거나 개선되었다.

### 안드로이드 4.1.2 젤리빈
2013년 2월 14일 대한민국에서 SHV-E110S 모델과 SHV-E120S/K/L 모델 (갤럭시 S II HD LTE) 모델을 시작으로 4.1.2 젤리빈으로의 업그레이드가 시작되었다.

### 안드로이드 4.3 젤리빈
또한 2013년 7월 스웨덴에서 I9210 모델의 4.3 젤리빈으로의 업그레이드가 시작되었다.
다음사항도 같이 적용되었다.
- 전체 사용자 인터페이스 개선
  - Nature UX 터치위즈 적용
  - 많은 알림 토글과 새로운 알림창
- exFAT 포맷 지원
- 삼성 S 클라우드
- 향상된 카메라 기능
- 많은 커스텀 옵션과 새로운 잠금해제 애니메이션
- S 빔, 다이렉트 콜, 스마트 스테이, 팝업 플레이등의 기능 추가
- 새로워진 위젯들
- 두개의 홈스크린 모드 (기본모드, 이지모드)

## 특수 기능

### 다이렉트 콜
문자 전송할때, 부재중 전화시, 전화번호 검색 등 전화번호가 화면에 보일 때 휴대전화를 귀에 대면 바로 전화가 걸린다.

### 팝업 플레이
동영상을 작은 팝업창 형태로 재생하는 기능으로, 동영상이 팝업창 형태로 떠 있는 동안에는 화면의 일부분만 점유하며, 다른 애플리케이션을 사용할 수 있다.

### 스마트 스테이
앞면 카메라를 통해 사용자의 눈동자와 얼굴을 인식하여 사용 중일 때에는 디스플레이가 꺼지지 않도록 유지한다.

## 변종

### 대한민국

#### 갤럭시 S II LTE (SHV-E110S)
공통적으로 FM 라디오 튜너 대신 지상파 DMB 튜너 및 안테나가 장착되었다.

#### 갤럭시 S II HD LTE (SHV-E120S/K/L)
SK텔레콤, KT, LG유플러스를 통해 출시된 제품으로, 외형과 크기가 변하고 디스플레이는 4.65의 HD 슈퍼 AMOLED를 탑재하여 해상도가 720p HD (720 x 1,280)로 높아졌다.

### 미국

#### 갤럭시 S II 스카이로켓 (SGH-I727)
AT&T를 통해 출시된 제품으로, HD 슈퍼 AMOLED를 채용하여 해상도가 720p HD (720 x 1,280)로 높아졌다.

### 캐나다

#### 갤럭시 S II HD LTE (SGH-I757M)
벨 모빌리티를 통해 출시된 제품으로, HD 슈퍼 AMOLED를 채용하여 해상도가 720p HD (720 x 1,280)로 높아졌다.

#### SGH-I727R
로저스 커뮤니케이션스를 통해 출시된 제품이다.

### 일본(SC-03D)
NTT 도코모를 통해 출시된 제품이다.

## 같이 보기
- 삼성 갤럭시 S II
- 삼성 갤럭시 노트